# Gunnbjørn
Gunnbjørn fjeld (danska: Gunnbjørn Fjeld), ofta omskrivet som Gunnbjørn, är det högsta berget på Grönland. Det ligger i öster, innanför Blossevillekusten, och har en höjd på cirka 3 700 m ö.h. Berget är en nunatak och sticker upp genom inlandsisen.

## Läge och beskrivning
Gunnbjørn fjeld ligger på östra Grönland, innanför Blossevillekusten (danska: Blosseville kyst), i eller i anslutning till bergskedjan Watkins Bjerge. Det är det högsta berget i Norden och norr om norra polcirkeln. Andra bergstoppar i området är Qaqqaq Kershaw (3 683 m ö.h., 1971 namngivet som Dome) och Qaqqaq Johnson (3 669 m ö.h., 1971 namngivet som Cone), Grönlands nästa högsta respektive tredje högsta berg.

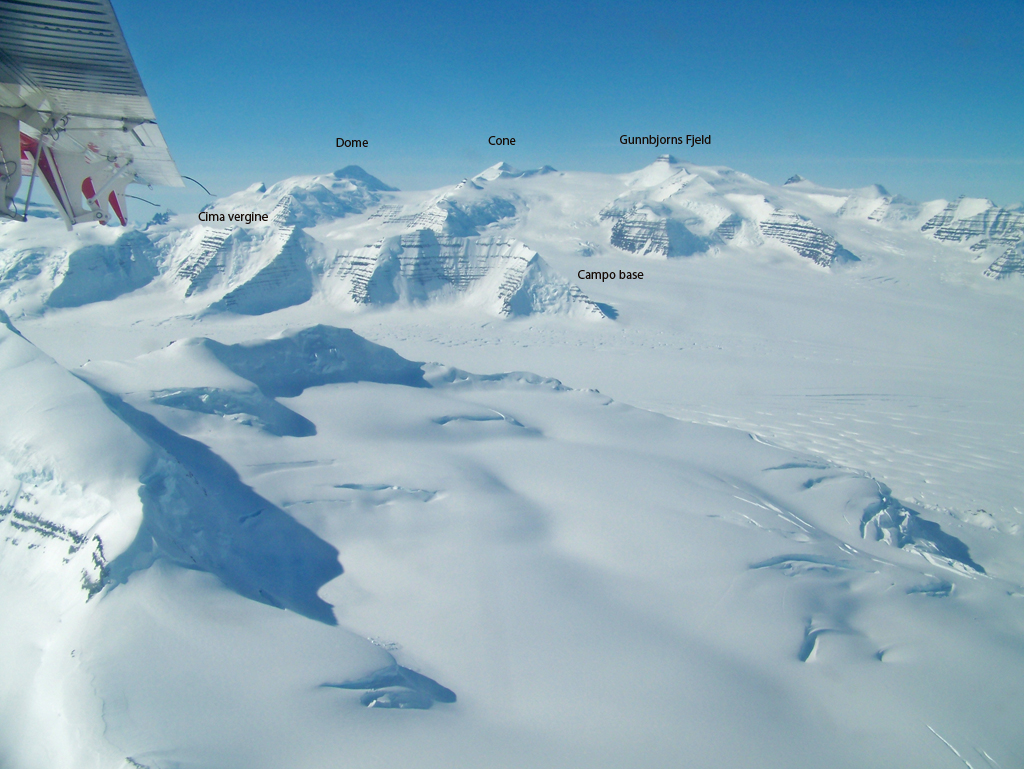
Gunnbjørns fjeld och några andra fjäll i närheten.

Berget ligger 100 kilometer innanför Blossevillekusten och anges ofta ha en höjd på cirka 3 700 meter över havet. En annan, mer specifik höjdangivelse är 3 694 m ö.h. Det har en primärfaktor på samma höjd som bergets höjd över havet, eftersom det är högsta berget på sin ö. Gunnbjørn har den sjunde största sekundärfaktorn (engelska: topographic prominence) av alla berg, på grund av sitt stora avstånd från Alperna och Klippiga bergen – de närmaste högre bergskedjorna. Sekundärfaktor för berget är på 3 254 kilometer.
Berget är en nunatak, det vill säga ett berg vars topp sticker upp ur den omgivande glaciärisen.

## Historik

### Namn
Gunnbjørn fjeld är namngivet efter den norske upptäckaren Gunnbjørn Ulfsson. Han var den förste nordmannen som seglade tillräckligt långt mot norr för kunna se den grönländska kusten. Ett annat använt namn på berget är Hvitserk ('vittröja'), vilket var det namn Gunnbjørn Ulfsson gav området på grund av dess vita karaktär.

### Bestigningar
Den första bestigningen av berget genomfördes 16 augusti 1935 av Augustine Courtauld, Jack Longland, Ebbe Munck, Harold G. Wager och Lawrence Wager, alla medlemmar av en brittisk expedition. Den andra bestigningen skedde 1971, av en engelsk-dansk expedition med fem medlemmar.
På grund av områdets avlägsna läge på isen och långt från kusten bestigs berget sällan, och hugade bergsbestigare använder ofta helikopter eller flygplan med skidor (ofta med Island som utgångspunkt) som transportmedel till bergsområdet.
På senare år har flera större företag inom bergsklättringsbranschen etablerat verksamhet med guider till de höga bergen på den östra delen av Grönland. Vid en norsk expedition i maj 2004 bestegs Gunnbjørn samt 18 andra östgrönländska bergstoppar (varav sammanlagt sju på över 3 500 meter över havet), vissa av dem för första gången.